# Franklin J. Maloney
Franklin John Maloney (* 29. März 1899 in Philadelphia, Pennsylvania; † 15. September 1958 ebenda) war ein US-amerikanischer Politiker. Zwischen 1947 und 1949 vertrat er den Bundesstaat Pennsylvania im US-Repräsentantenhaus.

## Werdegang
Franklin Maloney besuchte die öffentlichen Schulen seiner Heimat. Nach einem anschließenden Jurastudium an der Law School der Temple University und seiner 1923 erfolgten Zulassung als Rechtsanwalt begann er in Philadelphia in diesem Beruf zu arbeiten. Gleichzeitig schlug er als Mitglied der Republikanischen Partei eine politische Laufbahn ein. Im Jahr 1944 kandidierte er noch erfolglos für den Kongress.
Bei den Kongresswahlen des Jahres 1946 wurde Maloney dann aber im vierten Wahlbezirk von Pennsylvania in das US-Repräsentantenhaus in Washington, D.C. gewählt, wo er am 3. Januar 1947 die Nachfolge des Demokraten John E. Sheridan antrat. Da er im Jahr 1948 nicht bestätigt wurde, konnte er bis zum 3. Januar 1949 nur eine Legislaturperiode im Kongress absolvieren. Diese war von den Ereignissen des beginnenden Kalten Krieges geprägt. Während seiner Zeit als Kongressabgeordneter gehörte er dem Ausschuss für die Fischerei und die Handelsmarine an. Er war außerdem Mitglied in einem Unterausschuss des Auswärtigen Ausschusses, der die Kulturen anderer Nationen erforschte. In dieser Eigenschaft war er oft auf Dienstreisen. Maloney unterstützte den damals neu entstandenen Staat Israel und war ansonsten gegen eine weitere Aufteilung der Nahostregion.
Nach dem Ende seiner Zeit im US-Repräsentantenhaus praktizierte Franklin Maloney wieder als Anwalt. Er starb am 15. September 1958 in Philadelphia.